# الحياة حلوة (فلم)
الحياة حلوة (بالإنجليزية: Life Is Sweet) هو فيلم درامي كوميدي أُنتج في بريطانيا وصدر عام 1990 من إخراج مايك لي وبطولة أليسون ستيدمان وجيم برودبنت وكلير سكينر وجين هوروكس وتيموثي سبال. الفيلم السينمائي الثالث لـ مايك لي، كان عنوانه الأكثر نجاحًا تجاريًا في وقت إصداره.

## ملخص قصة
تدور حول مساعدة متجر وزوجها الطاهي وبناتهما التوأم في حياتهن على مدى بضعة أسابيع في إحدى ضواحي الطبقة العاملة شمال لندن.

## روابط خارجية
- مقالات تستعمل روابط فنية بلا صلة مع ويكي بيانات